# ناتیزآباد
ناتیزآباد روستایی در دهستان گلستان بخش گلستان شهرستان سیرجان استان کرمان ایران است.

## جمعیت
بر پایه سرشماری عمومی نفوس و مسکن در سال ۱۳۹۵ جمعیت این مکان ۱۳ نفر (۴خانوار) بوده‌است.